# Kattigehalli, Jagalur
Kattigehalli là một làng thuộc tehsil Jagalur, huyện Davanagere, bang Karnataka, Ấn Độ.